# Археологический музей Ираклиона
Археологический музей в Ираклионе (греч. Αρχαιολογικό Μουσείο Ηρακλείου) — один из крупнейших музеев Греции, посвящённый минойскому искусству. В его экспозиции находятся основные, самые важные экспонаты, связанные с минойской цивилизацией Крита.

## История
История музея начинается в 1883 году, с простой коллекции артефактов. Отдельное здание возведено в 1904—1912 годах благодаря двум греческим археологам: Йозифу Хадзидакису и Стефаносу Ксантудидису. На его месте в период венецианского правления располагался один из богатейших и самых значительных католических монастырей Крита — монастырь Св. Франциска, разрушенный землетрясением в 1856 году. В 1937 году начались работы по перепланировке музея, он стал более сейсмоустойчивым. Работу проводил известный греческий архитектор Патроколос Карантинос. Во время Второй мировой войны здание было серьёзно повреждено, но благодаря усилиям профессора Николаоса Платона, сокровища музея удалось сохранить, и в 1952 году они вновь стали доступны для обозрения. В 1964 году было пристроено ещё одно крыло.

## Экспозиция
Сегодня в музее двадцать комнат, содержащих экспонаты, собранные со всего Крита. Кроме коллекции минойского искусства, в музее представлены и другие периоды истории Крита — от неолита до греко-римского владычества. Однако именно минойский период составляет основу экспозиции. Все новые экспонаты доставляются в музей непосредственно с места раскопок.
В музее два этажа, на первом расположены 13 комнат, на втором этаже выставлены фрагменты оригинальных фресок Минойского Дворца в Кноссе. Осмотр экспонатов проходит в хронологическом порядке. Экспозиция охватывает более 3000 лет: от неолита (5000—2500 годы до н. э.) до находок Последворцового периода (2000—1700 годы до н. э.).
Гордостью музея является Фестский диск, уникальный памятник письма минойской культуры эпохи средней бронзы. До сих пор достоверно не известны ни его точное назначение, ни время изготовления. Примечательно, что ни одно из предложенных прочтений надписей на его поверхности пока не было признано научным сообществом. Предполагается, что возможность дешифровки надписей Фестского диска может появиться только после обнаружения других памятников этой же письменности.

### Зал I
От неолита до Преддворцового (раннеминойского) периода (6000—2000 годы до н. э.):

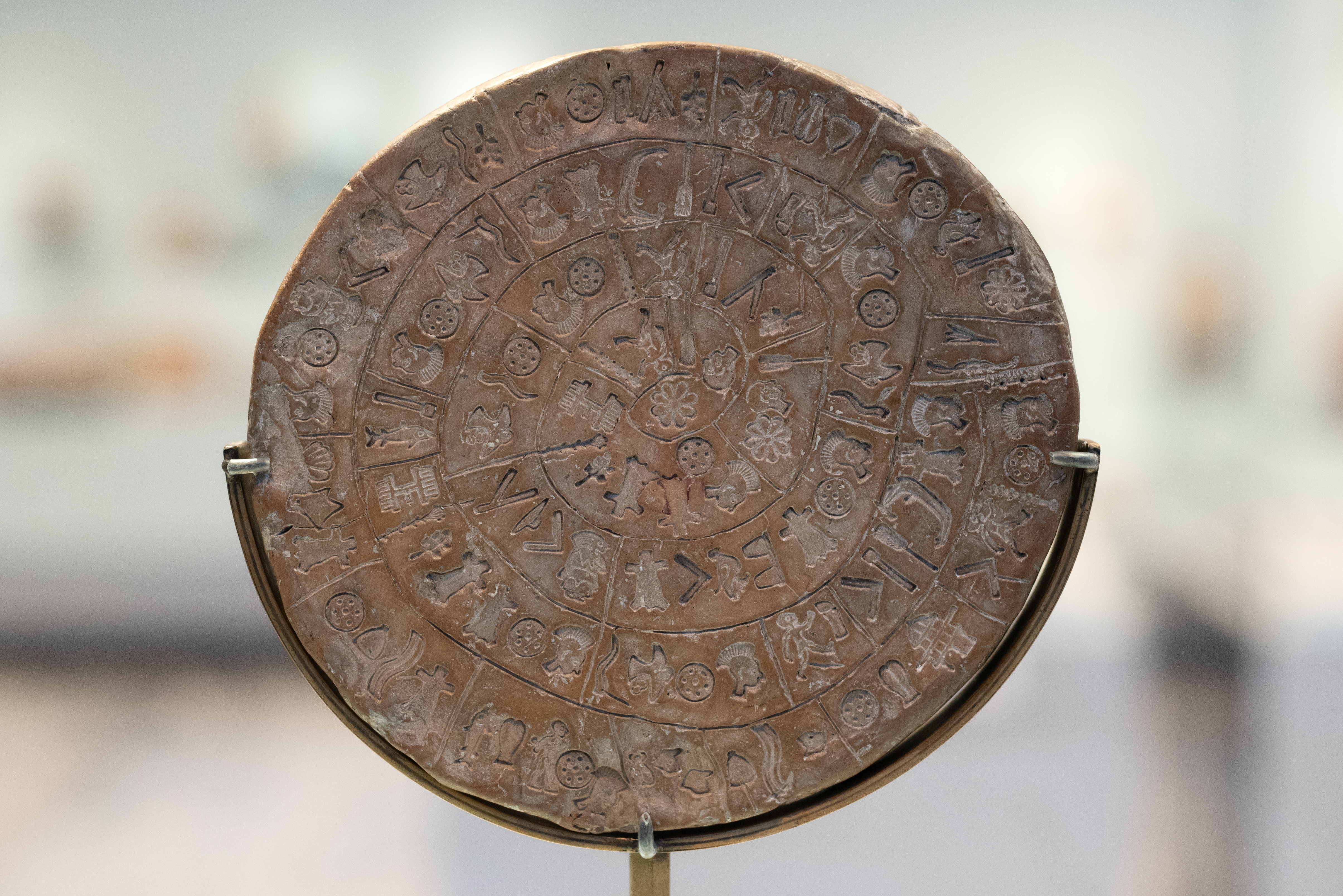
Фестский диск (комн. 3)

- неолитическая богиня плодородия
- находки из Василики
- каменные кувшины с острова Мохлос
- маленькие глиняные фигурки

### Зал II

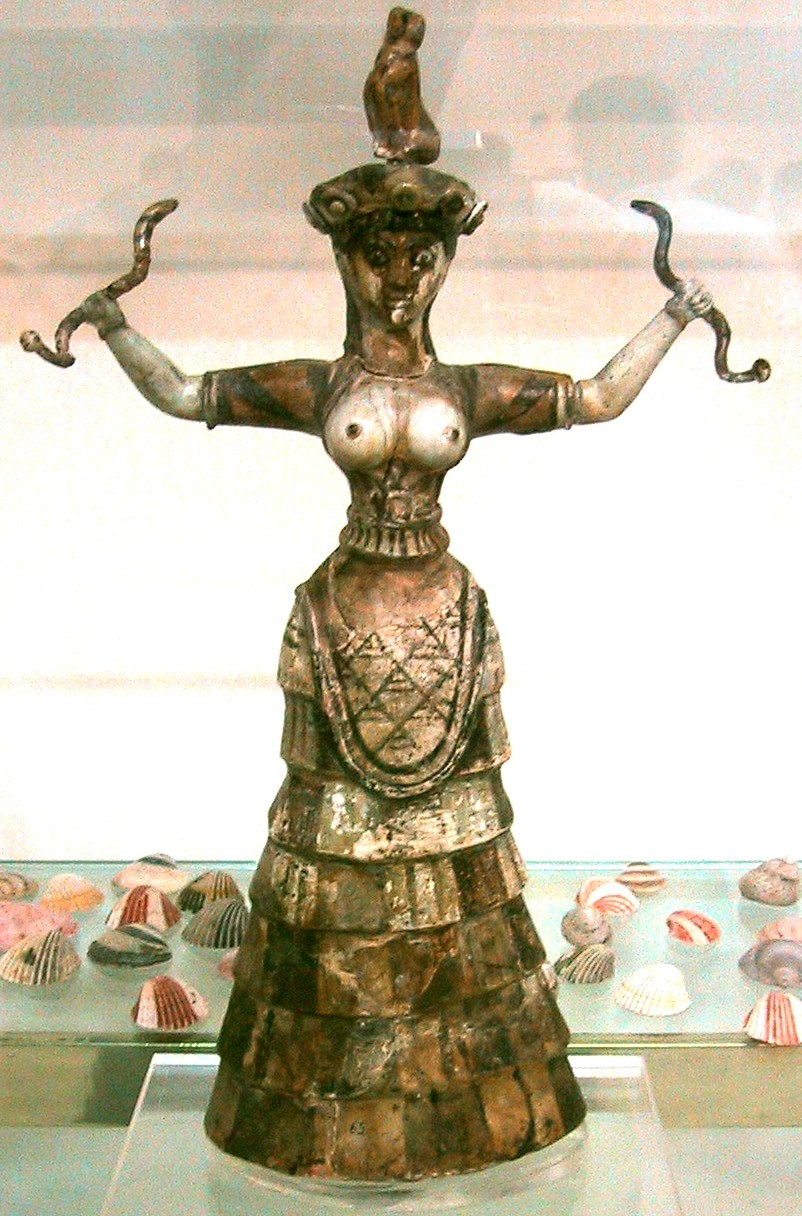
Малая Богиня со змеями (комн. 4)

Представлены артефакты 2000—1700 годов до н. э., найденные в Кноссе, Малии и некоторых горных святилищах, в частности:
- керамика стиля Камарес
- глазурованные тарелки в форме фасадов минойских жилищ
- статуэтки из горных святилищ

### Зал III
- Фестский диск
- керамика стиля Камарес

### Зал IV

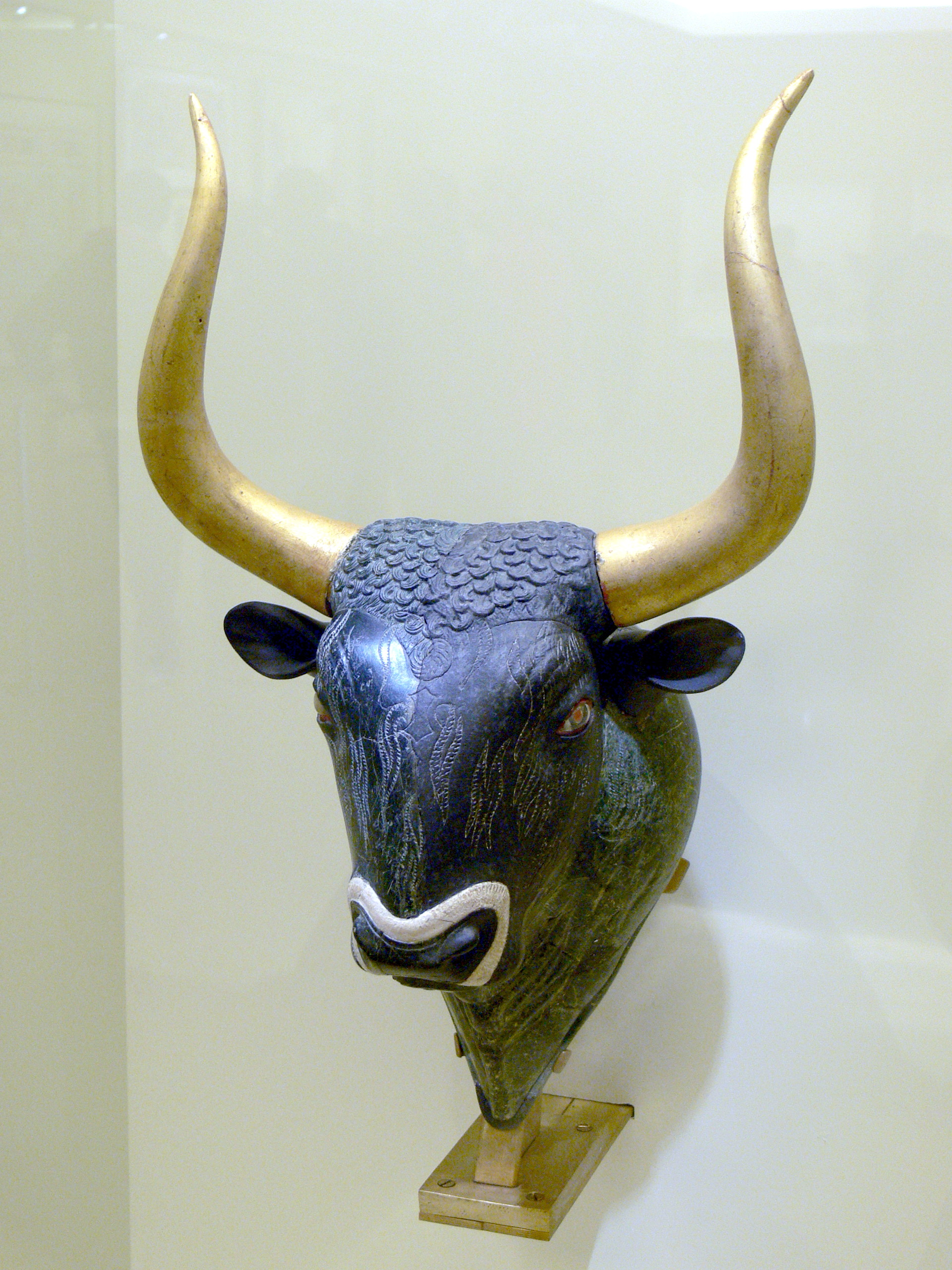
Ритон в виде головы быка, из Кносса

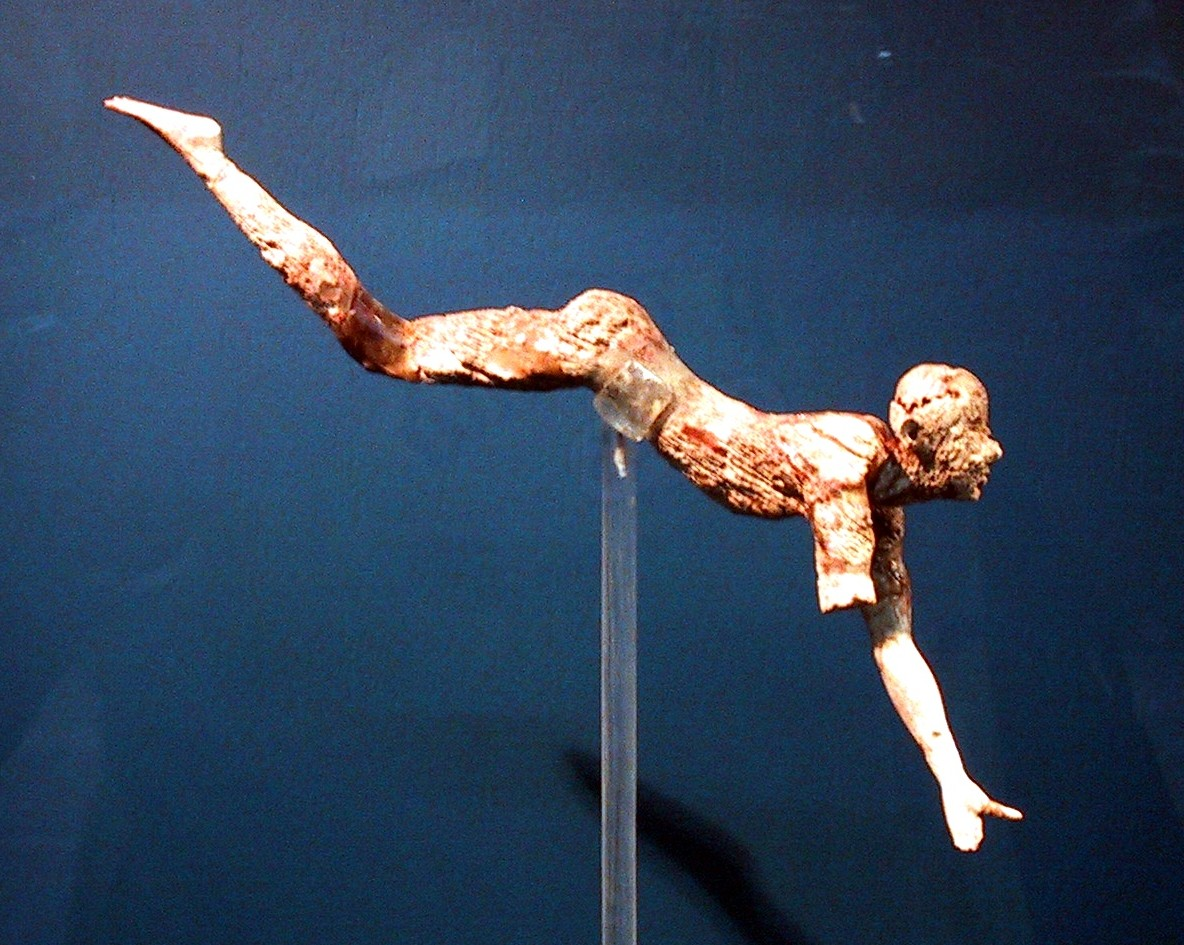
Фигурка прыгающего через быка (комн. 6)

Изделия, датируемые 1700—1450 годами до н. э., в том числе:
- ритон в виде головы быка, из Кносса
- две фигурки богини со змеями (большая и малая)
- инструменты и оружие, в основном отлитые из бронзы
- чаши с надписями Линейным письмом А

### Зал V
Изделия, датируемые 1450—1400 годами до н. э., в том числе:
- товары из Египта
- глиняная модель дома
- образцы надписей Линейным А и Линейным B

### Зал VI

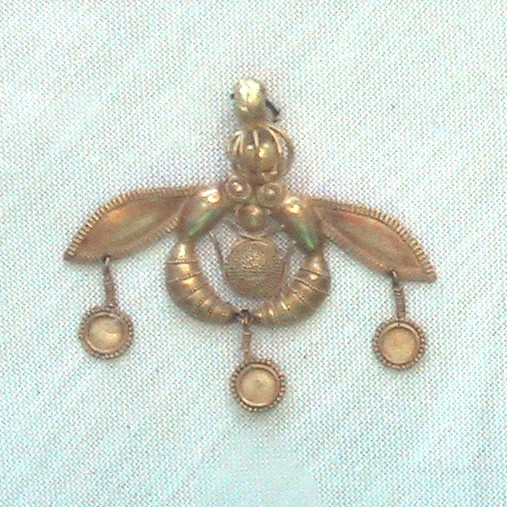
«Золотые пчёлки» из Малии (комн. 7)

Предметы, найденные в захоронениях в Кноссе, Фесте и Арханес, в том числе:
- глиняные статуэтки
- золотые украшения
- конское захоронение из толоса в Арханесе.

### Зал VII

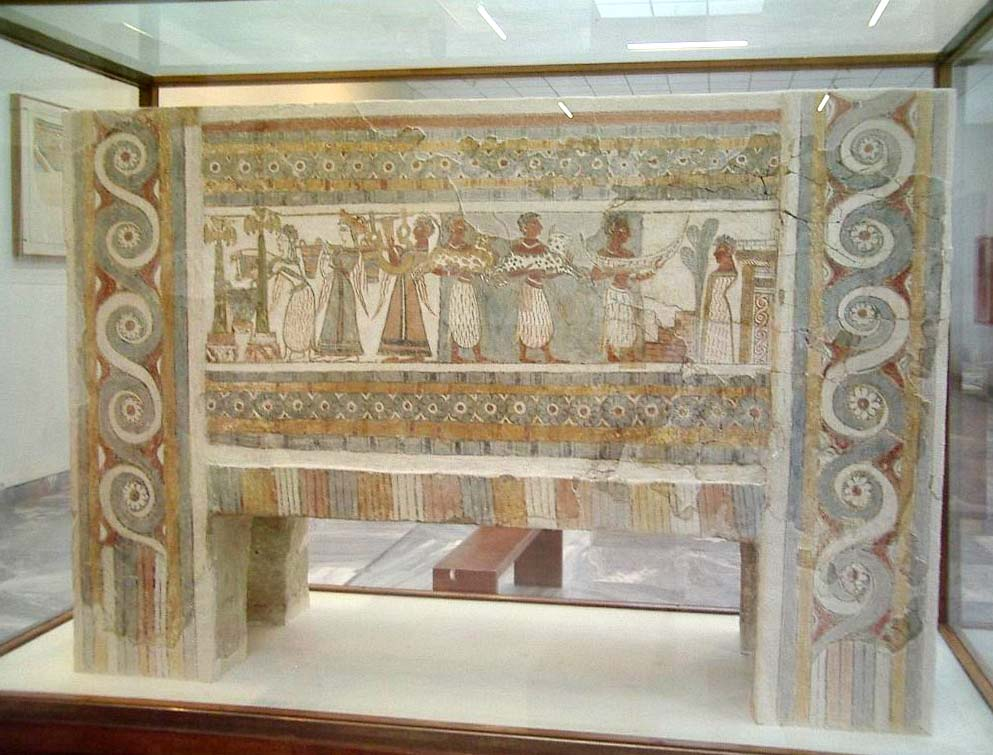
Саркофаг из Агиа Триады со сценами обряда погребения — «трапезы мёртвых»

Изделия, датируемые 1700—1300 годами до н. э., найденные на месте небольших поселений и отдельных строений, а также в сакральных пещерах, в том числе:
- бронзовые двойные топоры (лабрисы)
- «Ваза со жнецами» из Агиа Триады
- стеатитовые вазы из Агиа Триады
- золотые украшения из Малии

### Зал VIII — Закрос
Находки из дворца в Закросе (1700—1450 годы до н. э.), включая:
- ритон из горного хрусталя
- ритон в виде головы быка
- керамика в растительном и морском стилях

### Зал IX

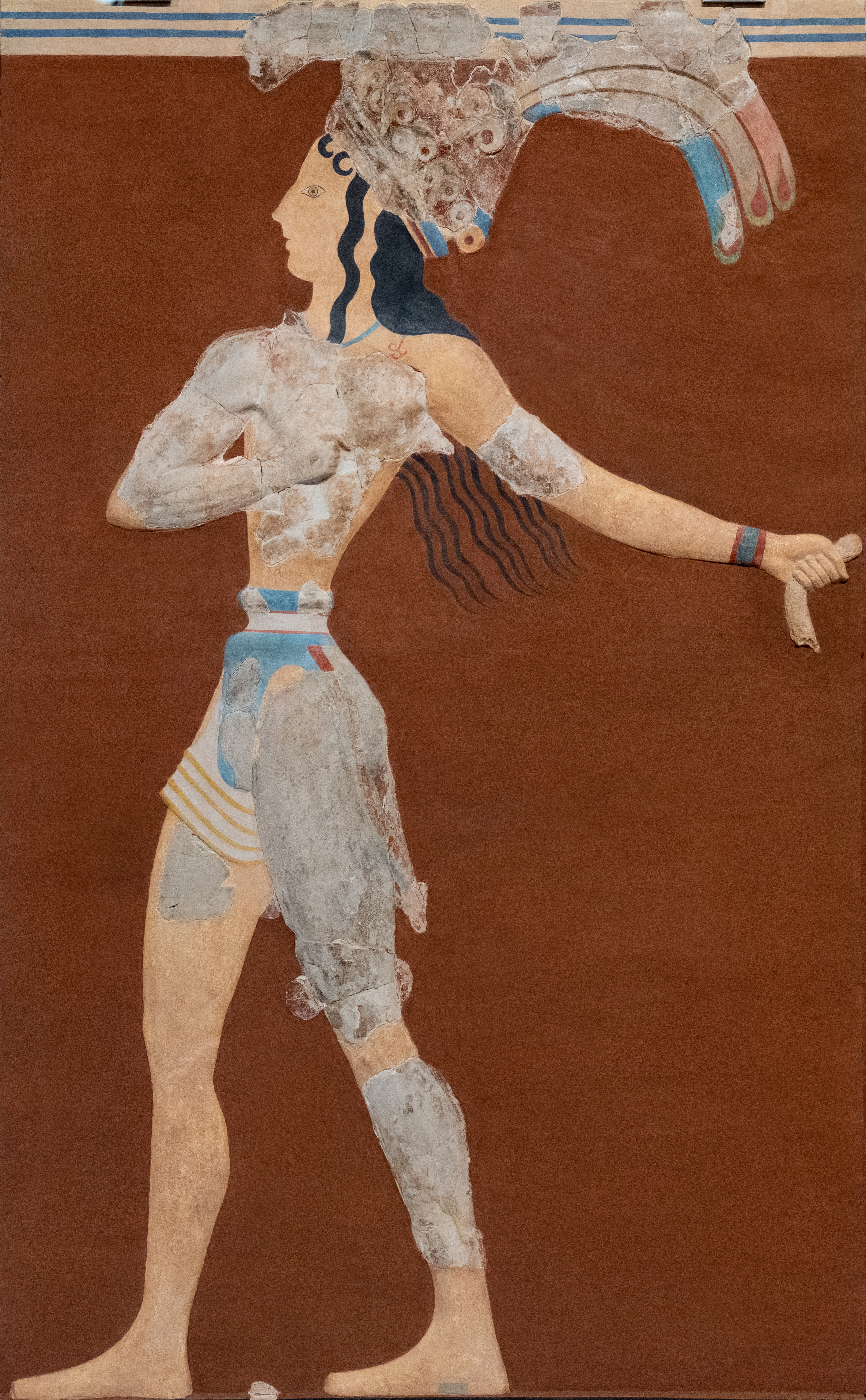
Фреска «Принц с лилиями»

Предметы, датируемые 1700—1450 годами до н. э. с востока Крита, в том числе:
- терракотовые статуэтки из святилища Писокефало
- каменные печати

### Зал X — Микенский
Изделия 1400—1100 годов до н. э., в том числе:
- глиняные статуэтки
- глиняная скульптура танцоров и музыканта, играющего на лире

### Зал XI — Дорийский

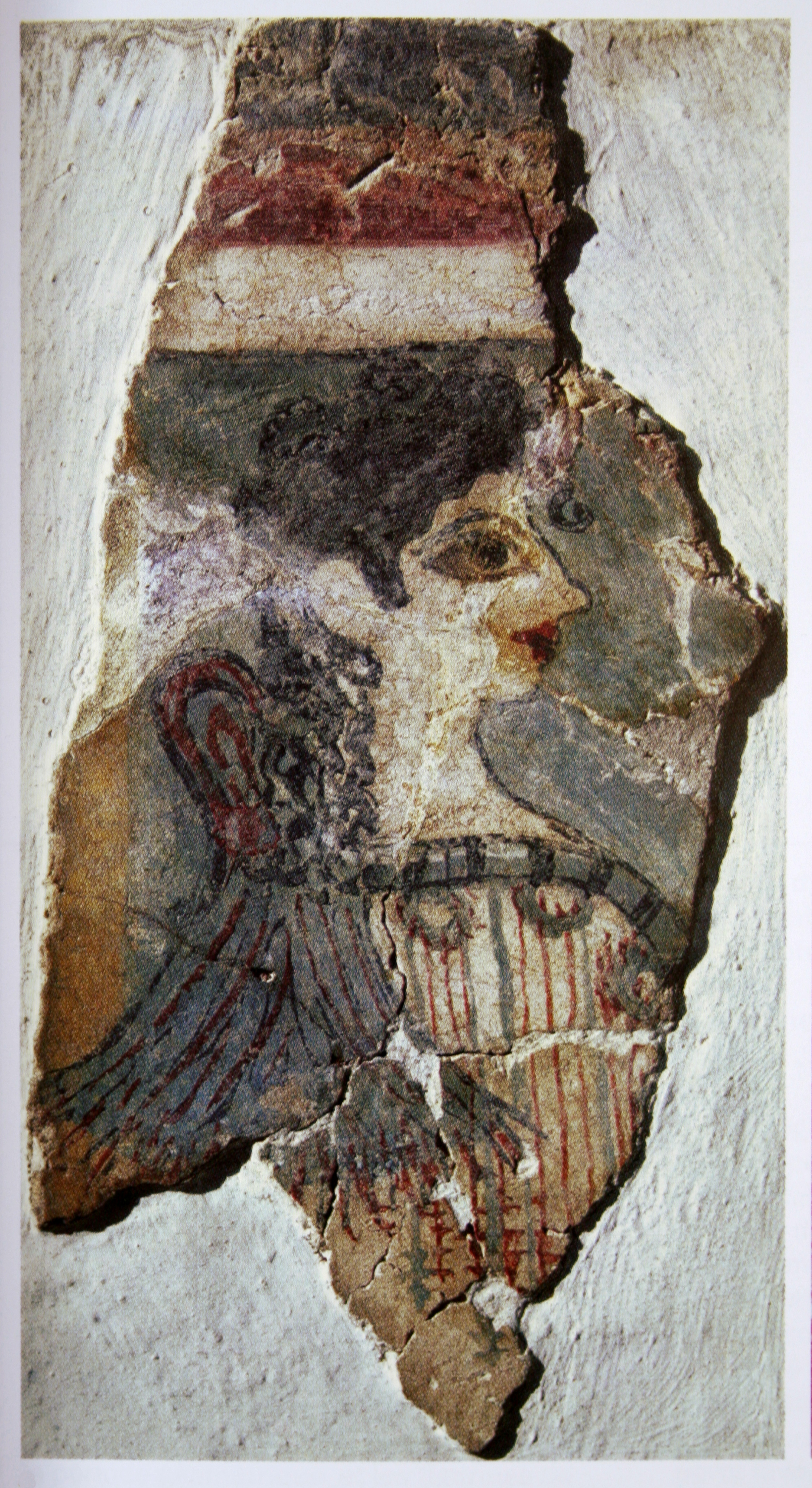
Фреска «Парижанка»

Представлены предметы периода появления дорийцев на Крите (1100—900 г. до н. э.), в числе которых:
- оружие и инструменты, в основном из железа
- глиняные статуэтки, символизирующие плодородие
- подношения богам

### Зал XII
Изделия до 650 г до н. э., в том числе:
- керамические изделия, украшенные изображениями грифонов
- артефакты и статуэтки из Като Сайм (Kato Syme)

### Зал XIII — Ларнаки
- Минойские ларнаки (глиняные саркофаги).

### Комната XIV — Зал Фресок
- фрески из Кносса и Агиа Триады
- саркофаги из Агиа Триады

### Залы XV и XVI
- Различные фрески, в том числе знаменитая «Парижанка» (La Parisienne)

### Зал XX — Классическая Греция, Греко-романский период
- скульптуры классического и греко-романского периодов

## Главные экспонаты
- Богиня со змеями
- Фестский диск
- Секира из Аркалохори

## Реконструкция
Музей был закрыт на реконструкцию с конца 2006 года, но открылся снова в 2014 году. Во время реконструкции действовала временная экспозиция, в которую вошли около 450 экспонатов, среди них все главные артефакты: Фестский диск, Богиня со змеями, фрески «Акробатические игры с быком» и «Принц с лилиями».